# Hymenophyllum rugosum
Hymenophyllum rugosum là một loài thực vật có mạch trong họ Hymenophyllaceae. Loài này được C. Chr. & Skottsb. miêu tả khoa học đầu tiên.